# Vol. 3 - Il cammino di Santiago in taxi
Vol. 3 - Il cammino di Santiago in taxi è il terzo album in studio del cantautore italiano Brunori Sas, pubblicato il 4 febbraio 2014.

## Il disco
Le registrazioni del disco sono cominciate nell'ottobre 2013. Il 16 dicembre 2013 vengono comunicati la data di pubblicazione ed il titolo del disco.
L'album è stato registrato in un convento di Belmonte Calabro con il produttore giapponese Taketo Gohara.
Il 7 gennaio 2014 è stato pubblicato il video del primo singolo Kurt Cobain, dedicato appunto a Kurt Cobain, cantante dei Nirvana. La regia del videoclip è di Giacomo Triglia. L'album, pubblicato il 4 febbraio 2014, debutta alla quinta posizione di vendite FIMI, alla seconda posizione su iTunes e al primo posto su Spotify come album più ascoltato nel mese di febbraio.
Nell'ottobre 2014 l'album viene inserito nella rosa dei finalisti per la Targa Tenco come "album dell'anno".

## Promozione
Da marzo 2014 l'artista intraprende Il cammino di Santiago in Tour che registra il tutto esaurito in quasi tutte le tappe, tra cui l'Alcatraz di Milano e l'Atlantico di Roma.

## Le canzoni
Il disco comprende undici tracce tra cui:
- Arrivederci tristezza: una sorta di ribellione ironica verso la parte razionale del proprio io.
- Mambo reazionario: una critica leggera per descrivere l'uomo odierno in balia degli eventi.
- Kurt Cobain: il pezzo richiama la necessità di andare "dietro le quinte" dell'artista che raggiunge la soglia del successo.
- Le quattro volte: titolo omonimo del film Le quattro volte diretto da Michelangelo Frammartino, regista calabrese come Brunori, parla della ciclicità delle stagioni della vita.
- Il santo morto: ispirata a Teleradio Padre Pio e alle TV commerciali, analizza Il neo-paganesimo, gli accostamenti improbabili, il crollo delle istituzioni.
- Il manto corto: traccia strumentale.
- Maddalena e Madonna: una storia romantica che arriva a metà disco, come i popcorn fra primo e secondo tempo.
- Nessuno: una confessione molto personale dell'artista, dei suoi comportamenti mondani e del dietro le quinte.
- Pornoromanzo: una riflessione sulla triste realtà dei "delitti passionali" in un'improbabile storia d'amore tra un insegnante e la sua giovane studentessa. Questo brano è ispirato al romanzo di Vladimir Nabokov Lolita, come si evince dal verso "Come una polacca di Chopin, come Annabel", personaggio chiave del suddetto romanzo.
- La vigilia di Natale: la normalità che t'ingoia, la famiglia, il lavoro, le rivoluzioni sedate a colpi di cenoni. Il desiderio di fuga e il sapore delle cose che non tornano mai.
- Sol come sono sol: è la storia, non del tutto fantasiosa, di un uomo abbandonato sull'altare. Un valzerino malinconico e poetico su un matrimonio fallito.

## Le tracce
1. Arrivederci tristezza
2. Mambo reazionario
3. Kurt Cobain
4. Le quattro volte
5. Il santo morto
6. Il manto corto
7. Maddalena e Madonna
8. Nessuno
9. Pornoromanzo
10. La vigilia di Natale
11. Sol come sono sol

## Classifiche
| Classifica (2014) | Posizione massima |
| ----------------- | ----------------- |
| Italia            | 5                 |